# 林文智 (植物學家)
林文智（？—），台灣植物學家、攝影工作者，暱稱老山羊，畢業於屏東農專園藝科（今屏東科技大學農園生產系）。
林文智投入於高山植物為領域進行拍攝工作，因此常見於攀登高海拔山區出沒，後來擔任《台灣全記錄》節目顧問，協助該節目探察與分析台灣的高山生態，也是觀察沿路各種植物的解說工作者，並有著作《臺灣高山植物群相》、《臺灣高山植物圖鑑》等多本植物書刊，也受邀於各學校單位進行演講與解說。

## 著作
- 《雲與天氣》，林文智，渡假出版，1996年，ISBN 9576231701
- 《山岳攝影》，林文智，渡假出版，1997年，ISBN 9576231795
- 《台灣高山野花圖鑑》，林文智，淑馨出版，1995年，ISBN 9575314514
- 《台灣高山植物圖鑑》，林文智，淑馨出版，1993年，ISBN 9575313135
- 《台灣的野花高海拔篇》，林文智，渡假出版，1999年，ISBN 9576231973
- 《台灣的高山植物羣相》，林文智，淑馨出版，1992年，ISBN 9789575311889
- 《台灣野地杜鵑花世界》，林文智，林務局出版，2006年，ISBN 9789860070828
- 《台灣的野花低海拔篇1300種》（第一冊），林文智，渡假出版，1993年，ISBN 9576232058
- 《台灣的野花低海拔篇1300種》（第二冊），林文智，渡假出版，1993年，ISBN 9576232066
- 《台灣的野花低海拔篇1300種》（第三冊），林文智，渡假出版，1993年，ISBN 9576232074
- 《台灣的野花低海拔篇1300種》（第四冊），林文智，渡假出版，1993年，ISBN 9576232082
- 《果實種子圖鑑》，林文智，晨星出版，2008年，ISBN 9789861772127